# Martín Jaite
Martín Jaite (ur. 9 października 1964 w Buenos Aires) – argentyński tenisista i trener tenisa, reprezentant w Pucharze Davisa, olimpijczyk z Seulu (1988).

## Kariera tenisowa
Zawodowym tenisistą był w latach 1983–1993.
W grze pojedynczej Jaite odniósł 12 triumfów w zawodach rangi ATP World Tour oraz uczestniczył w 7 finałach.
W grze podwójnej osiągnął 2 finały turniejów ATP World Tour, których w 1 zwyciężył.
W 1988 zagrał na igrzyskach olimpijskich w Seulu. Awansował do ćwierćfinału konkurencji singla, odpadając po przegranej 2:3 w setach z Bradem Gilbertem.
Jaite w latach 1984–1992 reprezentował Argentynę w Pucharze Davisa. Bilans tenisisty w zawodach wynosi 14 zwycięstw i 20 porażek.
W rankingu gry pojedynczej najwyżej był na 10. miejscu (9 lipca 1990), a w klasyfikacji gry podwójnej na 59. pozycji (13 maja 1985).

### Finały w turniejach ATP World Tour
| Legenda                                      |
| -------------------------------------------- |
| Wielki Szlem                                 |
| Igrzyska olimpijskie                         |
| Tennis Masters Cup / ATP Finals              |
| ATP Masters Series / ATP Tour Masters 1000   |
| ATP International Series Gold / ATP Tour 500 |
| ATP International Series / ATP Tour 250      |

#### Gra pojedyncza (12–7)
| Końcowy wynik | Nr  | Data                | Turniej        | Nawierzchnia | Przeciwnik     | Wynik finału            |
| ------------- | --- | ------------------- | -------------- | ------------ | -------------- | ----------------------- |
| Zwycięzca     | 1.  | 2 marca 1985        | Buenos Aires   | Ceglana      | Diego Pérez    | 6:4, 6:2                |
| Finalista     | 1.  | 14 lipca 1985       | Boston         | Ceglana      | Mats Wilander  | 2:6, 4:6                |
| Finalista     | 2.  | 21 lipca 1985       | Waszyngton     | Ceglana      | Yannick Noah   | 4:6, 3:6                |
| Zwycięzca     | 2.  | 15 czerwca 1986     | Bolonia        | Ceglana      | Paolo Canè     | 6:2, 4:6, 6:4           |
| Finalista     | 3.  | 27 lipca 1986       | Boston         | Ceglana      | Andrés Gómez   | 5:7, 4:6                |
| Zwycięzca     | 3.  | 14 września 1986    | Stuttgart      | Ceglana      | Jonas Svensson | 7:5, 6:2                |
| Finalista     | 4.  | 17 maja 1987        | Rzym           | Ceglana      | Mats Wilander  | 3:6, 4:6, 4:6           |
| Zwycięzca     | 4.  | 27 września 1987    | Barcelona      | Ceglana      | Mats Wilander  | 7:6, 6:4, 4:6, 0:6, 6:4 |
| Zwycięzca     | 5.  | 4 października 1987 | Palermo        | Ceglana      | Karel Nováček  | 7:6, 6:7, 6:4           |
| Finalista     | 5.  | 24 kwietnia 1988    | Monte Carlo    | Ceglana      | Ivan Lendl     | 7:5, 4:6, 5:7, 3:6      |
| Finalista     | 6.  | 16 kwietnia 1989    | Rio de Janeiro | Dywanowa     | Luiz Mattar    | 4:6, 7:5, 4:6           |
| Zwycięzca     | 6.  | 30 lipca 1989       | Stuttgart      | Ceglana      | Goran Prpić    | 6:3, 6:2                |
| Finalista     | 7.  | 6 sierpnia 1989     | Kitzbühel      | Ceglana      | Emilio Sánchez | 6:7, 1:6, 6:2, 2:6      |
| Zwycięzca     | 7.  | 17 września 1989    | Madryt         | Ceglana      | Jordi Arrese   | 6:3, 6:2                |
| Zwycięzca     | 8.  | 12 listopada 1989   | São Paulo      | Dywanowa     | Javier Sánchez | 7:6, 6:3                |
| Zwycięzca     | 9.  | 26 listopada 1989   | Itaparica      | Twarda       | Jay Berger     | 6:4, 6:4                |
| Zwycięzca     | 10. | 11 lutego 1990      | Guarujá        | Twarda       | Luiz Mattar    | 3:6, 6:4, 6:3           |
| Zwycięzca     | 11. | 15 lipca 1990       | Gstaad         | Ceglana      | Sergi Bruguera | 6:3, 6:7, 6:2, 6:2      |
| Zwycięzca     | 12. | 21 kwietnia 1991    | Nicea          | Ceglana      | Goran Prpić    | 3:6, 7:6(1), 6:3        |

#### Gra podwójna (1–1)
| Końcowy wynik | Nr | Data                | Turniej      | Nawierzchnia | Partner            | Przeciwnicy                    | Wynik finału |
| ------------- | -- | ------------------- | ------------ | ------------ | ------------------ | ------------------------------ | ------------ |
| Finalista     | 1. | 7 października 1984 | Barcelona    | Ceglana      | Víctor Pecci       | Pavel Složil Tomáš Šmíd        | 2:6, 0:6     |
| Zwycięzca     | 1. | 2 marca 1985        | Buenos Aires | Ceglana      | Christian Miniussi | Eduardo Bengoechea Diego Pérez | 6:4, 6:3     |

## Kariera trenerska
Od lipca 2007 do grudnia 2008 Jaite był szkoleniowcem Davida Nalbandiana, który w tym czasie został zwycięzcą 2 imprez kategorii ATP Masters Series. W latach 2012–2014 był kapitanem reprezentacji Argentyny w Pucharze Davisa.